# Каратузский сельсовет
Каратузский сельсовет — сельское поселение в Каратузском районе Красноярского края.
Административный центр — село Каратузское.
В 1989 году из Каратузского сельсовета выделен Лебедевский сельсовет.

## Население
| 2010 | 2012  | 2013  | 2014  | 2015  | 2016  | 2017  |
| ---- | ----- | ----- | ----- | ----- | ----- | ----- |
| 7554 | ↘7460 | ↘7345 | ↘7316 | ↘7199 | ↗7250 | ↘7215 |

## Состав сельского поселения
| № | Населённый пункт | Тип населённого пункта       | Население |
| - | ---------------- | ---------------------------- | --------- |
| 1 | Каратузское      | село, административный центр | ↘7456     |
| 2 | Средний Кужебар  | деревня                      | ↘98       |

## Местное самоуправление
Каратузский сельский Совет депутатов
Дата избрания: 14.03.2010. Срок полномочий: 5 лет. Количество депутатов: 10
Глава муниципального образования
- Саар Александр Александрович. Дата избрания: 14.03.2010. Срок полномочий: 5 лет